# فرودگاه دین ممریال
فرودگاه دین ممریال (به انگلیسی: Dean Memorial Airport) یک فرودگاه همگانی بهره‌برداری هوایی است که یک باند فرود آسفالت دارد و طول باند آن ۷۶۵ متر است. این فرودگاه در کشور ایالات متحده آمریکا قرار دارد و در ارتفاع ۱۷۷ متری از سطح دریا واقع شده‌است.